# 제9회 서울국제영화제
제9회 서울국제영화제는 2008년 6월 5일에 열린 시상식이다.

## 수상 및 후보

### 세네프대상
- 유무르타 - 세미 카플라노글루 수상

### 세네피언에이스
- 올드랭 사인 - 소준문 수상

### 심사위원특별상
- 작은 신들 - 디미트리 카라카사니스 수상

### 심사위원특별언급
- 왈츠 - 살바토레 마이라 수상
- OP.1207-X - 루시아나 줄리오 수상
- 이웃 - 이도윤 수상

### 베스트웹 작품상(국제)
- Geistertrio - 드미트리 토로닌 수상

### 베스트웹 작품상(국내)
- 도시에서 그녀가 피할 수 없는 것들 - 박지연 수상

### 국제경쟁부문
- Wellness - 제이크 마하피
- 메아리 - 안데르스 모르겐탈레
- 슈리 인 더 스카이 - 카림 아이누즈
- 샷건 스토리즈 - 제프 니콜스
- 해피 뉴 라이프 - 아파드 보그단
- 인 러브 위 트러스트 - 왕 샤오슈아이

### HD 초이스
- 트레이시: 파편들 - 브루스 맥도널드
- Synching Blue - 서원태
- 라라 선샤인 - 김아론

### 오버 더 시네마
- 카고 200 - 알렉세이 바라바노브
- H?os - Bruno Merle
- 파리의 지붕 밑 - 이네 살림
- 카틴 - 안제이 바이다
- Puteshestvie s domashnimi zhivotnymi - Vera Storozheva
- The Debt - Assaf Bernstein
- 레몬 트리 - 에란 리크리스

### 이미지 독
- Jan Saudek: Trapped by His Passions, No Hope for Rescue - Adolf Zika
- Pasolini Next To Us - Giuseppe Bertolucci
- 패티 스미스 - 스티븐 세브링
- 헐리우드 차이니즈 - 아서 동
- Andy Warhol: A Documentary Film - 릭 번스
- Days in Sintra - Paula Gait?
- Moebius Redux: A Life in Pictures - Hasko Baumann
- Reverse Shot: Rebellion of the Filmmakers - Dominik Wessely
- Eye to Eye: All about German Film - Michael althen 외 1명

### 아시아 인 포커스
- 서간도 - 지시안 리,
- The Eighth Day - Chadchai Yoodsaranee
- 리틀 모스 - 펑 타오
- 인 러브 위 트러스트 - 왕 샤오슈아이

### 감독 특별전
- 원격 접속 - 스베트라나 프로슈리나
- 거울 속의 투영 - 스베트라나 프로슈리나
- 우연한 왈츠 - 스베트라나 프로슈리나
- 섬. 알렉산더 소쿠로프 - 스베트라나 프로슈리나
- 페어런츠 데이 - 스베트라나 프로슈리나
- 최고의 날들 - 스베트라나 프로슈리나
- 키즈 플레이그라운드 - 스베트라나 프로슈리나

### 스페셜 프로그램
- 하트 라디오 쇼 - 로베르토 아르티아고티아
- My Best Enemy - Alex Bowen
- 불안한 동거 - 크리스토발 발데라마
- 마추카 - 안드레스 우드
- 나는 아무 것도 두렵지 않아 - 곤살로 후스티니아노
- The Walking Man - Aur?ia Georges
- 저스트 어바웃 러브 - 롤라 드와이옹
- Andalucia - Alain Gomis

### 넷-국제경쟁(단편)
- S.I.T.E - 파올로 오흘로브스키
- 불을 지펴라 - 이종필
- 밀란 - 미카엘라 케젤레
- 목욕 - 이미랑
- ROMKA-97 - 아나스타샤 로브코브스키
- Orgesticulanismus - 마티유 리바이에
- Limoncello - 조지 도라도 외 2명
- Amotmalies - 프레드 플로리
- Angels Die in the soil - 바박 아미니
- Forged - 데이비드 노
- A Taste of home - 데이비드 윤
- Dark Red - 프라우게 틸렉케
- Dead Cell - 로마오
- SAYING GOOD BYE - 빅토르 이리아테
- Lost Lovers - 한스 트레버
- Farewell Song - 마르쿠스 벡
- Woong's Story - 이하송
- Hero, Wings are not necessary to Fly - 엔젤 로쟈
- The Postcard - 김준표
- Columba palumbus - 콜도 아만도즈
- Edward - 카트린 니클라스
- A Diamond Forms Under Pressure - 파울 오 도노휴
- Boys - 윤성현
- Ca ne Rime a Rien - 끌로드 뒤티
- Things Fall Apart - 호브 츄
- LISA - 파스칼-알렉스 빈센트
- Lesson Number Five - 필립 스케프
- Go Back Again - 김성연
- The Yellow Envelope - 델핀 에르만
- City South - 말테 예밀트 외 2명
- Husk - 아이비 유니버스 발도자
- Hezurbeltzak, a common grave - 이자벤 온데라
- How to steel nothing and get away with it - 마커스 벡
- The Pain with Being Thirsty - 데이비드 윤

### 넷-국내경쟁(단편)
- 흑구 - 손동락
- 나도 모르게 - 유지태
- 꿈속에서 - 장건재
- 갑시다 - 박이웅
- White Nights - 김지현
- 패밀리 - 김은주
- 한성이발소 - 송현정
- 한강대교 - 황동궁
- 프로그램 - 하경호
- 취업이란 무엇인가 - 강승표
- 전설의 케이 - 송재윤
- 적응 - 오재환
- 재 - 전도한
- 잔소리 - 최정열
- 이용석씨의 언어 - 노윤하
- 옆방여자 - 권세안
- 여로를 위하여! - 반소현
- 어떻게 안녕이라고 말할까? - 나재원
- 야설작가 영범씨의 글쓰기 지도 - 박성국
- 숨 꿈 - 황선숙
- 마야 거르츄 - 우보연
- 네쌍둥이 자살 - 강진아
- 그거에 대하여 - 임선애
- 2007모던타임즈 - 이영희

### 넷-국제경쟁(웹)
- Louis Revenge - 앙드레 페시
- Candy - 김성은
- UNFORGETTABLE - 헤르메스 만지아라르도
- Human Paper Recycler - 알레산드로 페리니
- The Space Burger - 최숙영
- FINDING THE BURIDE HATCTET & THE STORY OF STRUGGLE AGAINST THE WORMS HAZARD - 니콜라이 빌로브
- Forbidden games - 정지숙
- Voyeur school - 니콜라이빌로브

### 퍼스펙티브아이
- 니에토 교수의 바퀴벌레 강의 - 루이스 니에토